# Marsilly (Charente-Maritime)
Marsilly – miejscowość i gmina we Francji, w regionie Nowa Akwitania, w departamencie Charente-Maritime.
Według danych na rok 1990 gminę zamieszkiwało 1926 osób, a gęstość zaludnienia wynosiła 162 osób/km² (wśród 1467 gmin regionu Poitou-Charentes Marsilly plasuje się na 144. miejscu pod względem liczby ludności, natomiast pod względem powierzchni na miejscu 734.).
Urodził się tutaj Jan Filip Marchand, francuski duchowny katolicki, męczennik, błogosławiony Kościoła katolickiego.